# Hindustan (Lied)
Hindustan ist ein Lied, das Oliver G. Wallace und Harold Weeks verfassten und 1918 veröffentlichten. Der Song wurde zu einem beliebten Standard im Repertoire zahlreicher Dixieland-Bands.

## Hintergrund
Oliver G. Wallace und Harold Weeks veröffentlichten den Song 1918 im Chicagoer Verlag Forster Music Publisher, Inc. Hindustan gehörte zu den Songs, die ab den späten 1910er-Jahren bis in die 20er-Jahre geschrieben wurden, die mit der Exotik, mit dem Flair des Fremden in Text und Musik spielten. Dazu zählten Lieder wie „Under the Yellow Arabian Moon“ (1915), „Dardanella“ (1920) und „Nagasaki“ (1928).

## Erste Aufnahmen und spätere Coverversionen
Zu den Musikern, die den Song ab 1918 einspielten, gehörten Campbell and Burr (Columbia, A2661), Dan Kildare (Dan & Harvey’s Jazz Band), Joseph C. Smith’s Orchestra (Victor) das englische Savoy Quartet, das schwedische Vikings Dansorkester. Ab den späten 1920er-Jahren nahmen auch Ben Bernie, Bob Crosby, das Casa Loma Orchestra, Alvino Rey, Artie Shaw, Frank Froeba und Jack Teagarden den Song auf.
In Deutschland nahm den Titel Kapellmeister Tauber, der im Berliner Admirals-Palast engagiert war, mit seinem Tanz-Orchester 1919 bei Polyphon auf; auf Parlophon erschien er „gespielt von Marek Weber mit seiner Künstler-Kapelle vom Hotel Esplanade, Berlin“ im Jänner 1920.
Ebenfalls im Jänner 1920 nahm ihn der Kapellmeister Carl Rosenthal mit dem Orchester des Palais de Danse Berlin für Odeon auf.
Das Vox-Orchester spielte „Hindustan“ auf Vox 1046 (Matr. 349 B) im Januar 1922 ein.
In Frankreich erschien der Célèbre Fox-trot auf Disque "Gramophone" (HMV) K 667 / 230.938 (Matr. s 20849 u) exécuté par L'Orchestre Tzigane Vahrna (Zigeunerkapelle Vahrna), aufgen. 29. Okt. 1919; auf Pathé 8292 (Matr. 67011) spielte ihn das „Wadsworth Novelty Dance Orchestra“ (saxophone, xylophone et piano), das von dem Saxophonisten Wheeler Wadsworth geleitet wurde.
In Spanien spielte la Orquesta del Gramófono, Barcelona den Foxtrot für Disco "Gramófono" (HMV) AE 27 / 260.839 (Matr. Bb 476-I) ein. Die orquestrina tzigan Americane Nic Fusly (Amerikanische Zigeunerkapelle Nic Fusly) nahm ihn dort am 22. Juni 1920 (Disco "Gramófono" (HMV) 650.697, Matr. 420 am) auf.
In der Nachkriegszeit wurde er u. a. von Jimmie Lunceford, George Brunies, Doc Evans, Ralph Sutton, Sharkey Bonano, Sidney Bechet, Emile Barnes, George Lewis, Freddy Randall, Frankie Carle und Eddie Condon gecovert. Der Diskograf Tom Lord listet im Bereich des Jazz insgesamt 391 (Stand 2015) Coverversionen.